# 圣帕扎娜站
圣帕扎娜站，是法国的一个铁路车站，位于法国西部城市圣帕扎娜，距离南特西南大约20公里。

## 位置
圣帕扎娜站位于圣帕扎娜市区的西北部。车站大致呈东北-西南走向，开口朝东南。
圣帕扎娜站是一个区域性的铁路枢纽，南特—永河畔拉罗什铁路和圣帕扎娜—波尔尼克铁路在此交汇。

## 设施
圣帕扎娜站设有人工售票窗口，其开放时间如下：
- 周一至五：9:00~12:00和14:30~18:00
- 周六：14:20~17:30
- 周日及节假日：关闭

此外，圣帕扎娜站还设有自动售票机等设施。
圣帕扎娜站设有一个侧式站台、一个岛式站台，共有3个车道。由于该站站内没有人行天桥或地下通道，前往岛式站台需横穿铁路正线，因此该站存在一定的安全隐患。

## 停靠线路
以下列车线路在圣帕扎娜站停靠：
| 圣帕扎娜站列车线路表   |      |                 |                  |              |
| 线路                   | 车种 | 上一站          | 下一站           | 大致运行频率 |
| 南特—圣吉勒-克鲁瓦德维 | TER  | 圣佩尔港-圣马尔 | 马什库勒         | 每天4~9趟    |
| 南特—波尔尼克          | TER  | 圣佩尔港-圣马尔 | 圣伊莱尔德沙莱翁 | 每天4~6趟    |
| 南特—圣帕扎娜          | TER  | 圣佩尔港-圣马尔 | （终点）         | 每天1趟      |
| 圣帕扎娜—波尔尼克      | TER  | （起点）        | 圣伊莱尔德沙莱翁 | 每天1趟      |
| 1. 2.                  |      |                 |                  |              |

## 配套交通

### 长途客车
圣帕扎娜站附近暂无固定长途客运线路经过。部分直达南特的区域城际客车（CAR SNCF）需要在圣帕扎娜市政府附近乘坐。此外，当某条铁路线施工或罢工时，SNCF可能也会提供途径该线路沿途站点的大巴车。

### 市内交通
圣帕扎娜站附近暂无城市公共交通线路。

### 社会车辆
圣帕扎娜站门口设有社会车辆停车场。

## 临近车站
| 圣帕扎娜站（Gare de Sainte-Pazanne） |                       |                    |
| 上行车站                             | 线路                  | 下行车站           |
| 圣佩尔港-圣马尔站                    | 南特—永河畔拉罗什铁路 | 马什库勒站         |
| （起点）                             | 圣帕扎娜—波尔尼克铁路 | 圣伊莱尔德沙莱翁站 |
| - 本表仅显示运营中的线路及车站       |                       |                    |